# Спринг Вали Вилиџ (Тексас)
Спринг Вали Вилиџ (енгл. Spring Valley Village) град је у америчкој савезној држави Тексас. По попису становништва из 2010. у њему је живело 3.715 становника.

## Демографија
Према попису становништва из 2010. у граду је живело 3.715 становника.
| Група             | 2000.         | 2010.         |
| Белци             | 3.294 (91,2%) | 3.163 (85,1%) |
| Афроамериканци    | 12 (0,3%)     | 33 (0,9%)     |
| Азијати           | 107 (3,0%)    | 190 (5,1%)    |
| Хиспаноамериканци | 156 (4,3%)    | 286 (7,7%)    |
| Укупно            | 3.611         | 3.715         |